# Syndrome de Benedikt
 Mise en garde médicale
Le syndrome de Benedikt est un ensemble de symptômes qui est le résultat d'une lésion (accident vasculaire cérébral, tumeur) siégeant dans le pédoncule cérébral au niveau du noyau rouge et du faisceau corticospinal située dans le tegmentum mésencéphalique.
Il se caractérise par l'association d'une paralysie de l’œil, plus précisément du nerf moteur oculaire commun ou nerf oculomoteur (IIIe paire des nerfs crâniens), ipsilatérale et d'une ataxie cérebelleuse avec tremblement, associée à une hypertonie musculaire et une chorée-athétose, controlatérale.
La lésion a lieu au point d'émergence du nerf moteur oculaire commun c'est-à-dire au niveau de la calotte pédonculaire.
Un syndrome de Benedikt classique est rare : il est généralement incomplet ou combiné à d'autres déficits proches du syndrome de Weber.
Ce syndrome a été décrit pour la première fois par le neurologue autrichien Moritz Benedikt en 1889 et le nom de syndrome de Benedikt lui a été donné par Charcot.